# Waiting All Night
Waiting All Night è un singolo del gruppo musicale britannico Rudimental, pubblicato il 12 aprile 2013 come quinto estratto dal primo album in studio Home.
Il brano ha visto la partecipazione della cantante Ella Eyre.

## Video musicale
Il videoclip, diretto da Nez, è stato reso disponibile il 4 aprile 2013. Il video è ispirato alla vera storia di Kurt Yaeger (protagonista del video), campione di BMX e attore, che ha perso una gamba in seguito a un incidente stradale. Dopo una notte passata in ospedale per recuperare ed essersi disperato per il fatto che non sarebbe mai più ritornato in bici, i medici gli preparano una protesi. Dopo qualche camminata di prova, decide di ritornare in sella sulla sua bici e, dopo molti tentativi, riesce nel suo intento.

## Tracce
Testi e musiche di Piers Aggett, Amir Amor, Kesi Dryden, James Newman e Jonny Harris, eccetto dove indicato.
CD promozionale (Paesi Bassi)
1. Waiting All Night (ft. Ella Eyre) – 3:35

Download digitale
1. Waiting All Night (ft. Ella Eyre) – 4:52
2. Baby (ft. MNEK & Sinead Harnett) – 4:00 (Piers Aggett, Amir Amor, Kesi Dryden, Sinead Harnett, MNEK)
3. Right Here (ft. Foxes) (Andy C Remix) – 4:31 (Piers Aggett, Amir Amor, Kesi Dryden, Louisa Rose Allen, Jonny Harris)
4. Hell Could Freeze (ft. Angel Haze) (Skream Remix) – 6:31 (Piers Aggett, Amir Amor, Kesi Dryden, Beth Aggett, Angel Haze, MNEK)
5. Waiting All Night (ft. Ella Eyre) (Kidnap Kid Remix) – 4:28
6. Waiting All Night (ft. Ella Eyre) (Clean Bandit Remix) – 3:57

## Formazione
Gruppo
- Amir Amor – voce aggiuntiva, tastiera
- Piers Aggett – voce aggiuntiva, organo Hammond
- Kesi Dryden – voce aggiuntiva, tastiera

Altri musicisti
- Ella Eyre – voce
- Rob Sell – sassofono
- Mark Crown – tromba
- John Kilshaw – trombone
- Mike Poyser – sousafono

Produzione
- Rudimental – produzione, registrazione
- Ben Humphreys – ingegneria del suono
- Amir Amor – missaggio
- Mark "Spike" Stent – missaggio aggiuntivo
- Geoff Swan, David Emery – assistenza missaggio

## Classifiche
| Classifica (2013)   | Posizione massima |
| ------------------- | ----------------- |
| Australia           | 6                 |
| Austria             | 37                |
| Belgio (Fiandre)    | 13                |
| Belgio (Vallonia)   | 78                |
| Francia             | 89                |
| Irlanda             | 4                 |
| Nuova Zelanda       | 9                 |
| Paesi Bassi         | 26                |
| Regno Unito         | 1                 |
| Regno Unito (dance) | 1                 |
| Svizzera            | 67                |